# Nonya
Nonya är ett vattendrag i Burundi.   Det ligger i provinsen Bururi, i den centrala delen av landet, 50 km sydost om huvudstaden Bujumbura.
Omgivningarna runt Nonya är en mosaik av jordbruksmark och naturlig växtlighet. Runt Nonya är det ganska tätbefolkat, med 166 invånare per kvadratkilometer.